# Liga Española de Baloncesto 1963-1964
La Liga Española de Baloncesto 1963-1964 è stata la 8ª edizione del massimo campionato spagnolo di pallacanestro maschile. La vittoria finale è stata ad appannaggio del Real Madrid.

## Risultati

### Stagione regolare

#### Gruppo A
|    | Squadra           | G  | V  | P  | PF    | PS  | P.ti | Qualificazione                 |
| -- | ----------------- | -- | -- | -- | ----- | --- | ---- | ------------------------------ |
| 1. | Real Madrid       | 12 | 11 | 1  | 1.098 | 679 | 23   | girone finale                  |
| 2. | Estudiantes       | 12 | 9  | 3  | 773   | 630 | 21   | girone finale                  |
| 3. | Águilas de Bilbao | 12 | 6  | 6  | 681   | 791 | 18   | girone finale                  |
| 4. | Siviglia          | 12 | 5  | 7  | 679   | 724 | 17   | spareggi retrocessione         |
| 5. | CN Helios         | 12 | 5  | 7  | 643   | 708 | 17   | spareggi retrocessione         |
| 6. | Real Canoe        | 12 | 5  | 7  | 736   | 807 | 17   | spareggi retrocessione         |
| 7. | Club Agromán      | 12 | 1  | 11 | 558   | 829 | 13   | retrocessa in Segunda División |

#### Gruppo B
|    | Squadra           | G  | V  | P | PF  | PS  | P.ti | Qualificazione                 |
| -- | ----------------- | -- | -- | - | --- | --- | ---- | ------------------------------ |
| 1. | Aism. Montcada    | 12 | 10 | 2 | 854 | 671 | 22   | girone finale                  |
| 2. | Picadero JC       | 12 | 7  | 5 | 781 | 679 | 19   | girone finale                  |
| 3. | Juventud Badalona | 12 | 7  | 5 | 779 | 744 | 19   | girone finale                  |
| 4. | Montgat           | 12 | 6  | 6 | 681 | 684 | 18   | spareggi retrocessione         |
| 5. | CD Mataró         | 12 | 5  | 7 | 721 | 749 | 17   | spareggi retrocessione         |
| 6. | Barcellona        | 12 | 4  | 8 | 641 | 732 | 16   | spareggi retrocessione         |
| 7. | Layetano          | 12 | 3  | 9 | 613 | 811 | 15   | retrocessa in Segunda División |

### Girone finale
|    | Squadra           | G  | V | P | PF  | PS  | Pt. |
| -- | ----------------- | -- | - | - | --- | --- | --- |
| 1. | Real Madrid       | 10 | 8 | 2 | 822 | 658 | 18  |
| 2. | Picadero JC       | 10 | 6 | 4 | 662 | 589 | 16  |
| 3. | Juventud Badalona | 10 | 6 | 4 | 619 | 615 | 16  |
| 4. | Aism. Montcada    | 10 | 5 | 5 | 611 | 612 | 15  |
| 5. | Estudiantes       | 10 | 4 | 6 | 618 | 699 | 14  |
| 6. | Águilas de Bilbao | 10 | 1 | 9 | 561 | 720 | 11  |

| Liga Española de Baloncesto 1963-1964 |
| ------------------------------------- |
| Real Madrid 7º titolo                 |

### Spareggi retrocessione/promozione
Le squadre posizionate tra il 4º e 6º posto disputano gli spareggi retrocessione. Solo due squadre rimangono nel massimo campionato: Real Canoe e CD Mataró.

## Formazione vincitrice
| N° | Naz.                   | Ruolo | Sportivo           |  | Alt. |  |
| -- | ---------------------- | ----- | ------------------ |  | ---- |  |
| 4  | Spagna (bandiera)      | P     | Ignacio San Martín |  |      |  |
| 5  | Spagna (bandiera)      | AC    | José Ramón Durand  |  | 184  |  |
| 6  | Spagna (bandiera)      | A     | Julio Descartín    |  | 190  |  |
| 7  | Spagna (bandiera)      | G     | Lolo Sainz         |  | 186  |  |
| 9  | Spagna (bandiera)      | A     | Antonio Palmero    |  |      |  |
| 10 | Spagna (bandiera)      | AP    | Emiliano Rodríguez |  | 191  |  |
| 11 | Spagna (bandiera)      | A     | Carlos Sevillano   |  | 183  |  |
| 12 | Stati Uniti (bandiera) | C     | Bill Hanson        |  |      |  |
| 13 | Stati Uniti (bandiera) | C     | Clifford Luyk      |  | 202  |  |
| 14 | Stati Uniti (bandiera) | C     | Bob Burgess        |  |      |  |
| 15 | Spagna (bandiera)      | C     | Moncho Monsalve    |  | 202  |  |
|    | Spagna (bandiera)      | All.  | Joaquín Hernández  |  |      |  |